# Фридрих фон Алефелдт (1551 – 1607)
Фридрих фон Алефелдт (на немски: Friedrich von Ahlefeldt; * 1551; † 1607) е граф, благородник от род Алефелдт/Алефелд от Холщайн.
Той е син на граф Ханс фон Алефелдт († 1559) и съпругата му Доротея фон Алефелдт († 1599), дъщеря на граф Франтц фон Алефелдт (1490 – 1559) и Катарина фон Погвиш († 1599). Внук е на граф Фридрих фон Алефелдт (1492 – 1541) и Катарина Хенингсдатер фон Погвиш (1495 – 1561). Майка му Доротея фон Алефелдт се омъжва втори път за Даниел фон Рантцау (1534 – 1589).
Брат е на Аделхайд фон Алефелдт, омъжена за Клауз фон Бухвалд († пр. 1625). Полубрат е на Абел фон Рантцау († 1596), омъжена на 2 февруари 1589 г. във	Фленсбург за Хайнрих фон Рамел († 1610),
Айбе Рантцау (1573 – 1610) и Ханс фон Рантцау (1567 – 1649), женен 1604 г. за Анна Рантцау (1581 – 1648).

## Фамилия
Фридрих фон Ахлефелдт се жени на 28 януари 1582 г. за Катарина Рантцау (1563 – 1587), дъщеря на Хайнрих Рантцау (1526 – 1598) и Кристина фон Хале (1533 – 1603), наследничка на Дракенбург и Ринтелн, дъщеря на Франц фон Хале-Дракенбург-Ринтелн (1509 – 1553) и Кристина Рамел († 1533). Бракът е бездетен.
Фридрих фон Алефелдт се жени втори път на 7 февруари 1592 г. за Доротея Бломе (* 21 февруари 1575; † ок. 1643), дъщеря на Дитрих Бломе (1542 – 1609/1611) и Елзабе Рантцау. Те имат три сина:
- Кай фон Алефелдт (* 30 ноември 1593, Зеещермю; † 11 януари 1652, Зеещермю), господар на Зеещермют в Шинкел, женен на 13 март 1664 г. в Заксторф за Доротея Румор (* 1601, Рьост; † 1 септември 1660); имат син Фредерик
- Фредерик фон Алефелдт (* 1594; † 25 март 1657), женен I. за Бригита фон Алефелдт (* ок. 1600; † 20 юни 1632), II. 1642 г. за Клара София фон Леветцов. III. 1632 г. в Кил за Хелвиг Роепсторф († пр. 1667); има общо син Фридрих и три дъщери
- Ханс фон Алефелдт (* 3 август 1584, Фленсбург; † 1642), господар на Щендорф, женен за Маргрета Бухвалд (* ок. 3 август 1584, Мугесфелде; † сл. 1644); имат син Бендикс